# Komin
Komin je vesnice v opčině Ploče v Chorvatsku v Dubrovnicko-neretvanské župě. V roce 2001 zde žilo 1303 obyvatel.

## Poloha
Komin leží v severozápadní části údolí, podél pravého břehu řeky Neretvy. Od města Rogotin je vzdálen 5 km, od Ploče 10 km, od města Metković 12 km, od Opuzenu 3 km a od hranice s Bosnou a Hercegovinou 15 km. Přes Komin prochází silnice a železnice, která byla postavena po druhé světové válce.

## Historie
V roce 1918 zde bylo nalezeno 300 000 římských mincí.

## Ekonomika
Hlavní ekonomickou aktivitou je pěstování ovoce a zeleniny, především mandarinek a dále rybolov. Úrodná půda byla získána melioracemi, které byly zahájeny v šedesátých letech 20. století a trvaly 20 let.

## Galerie

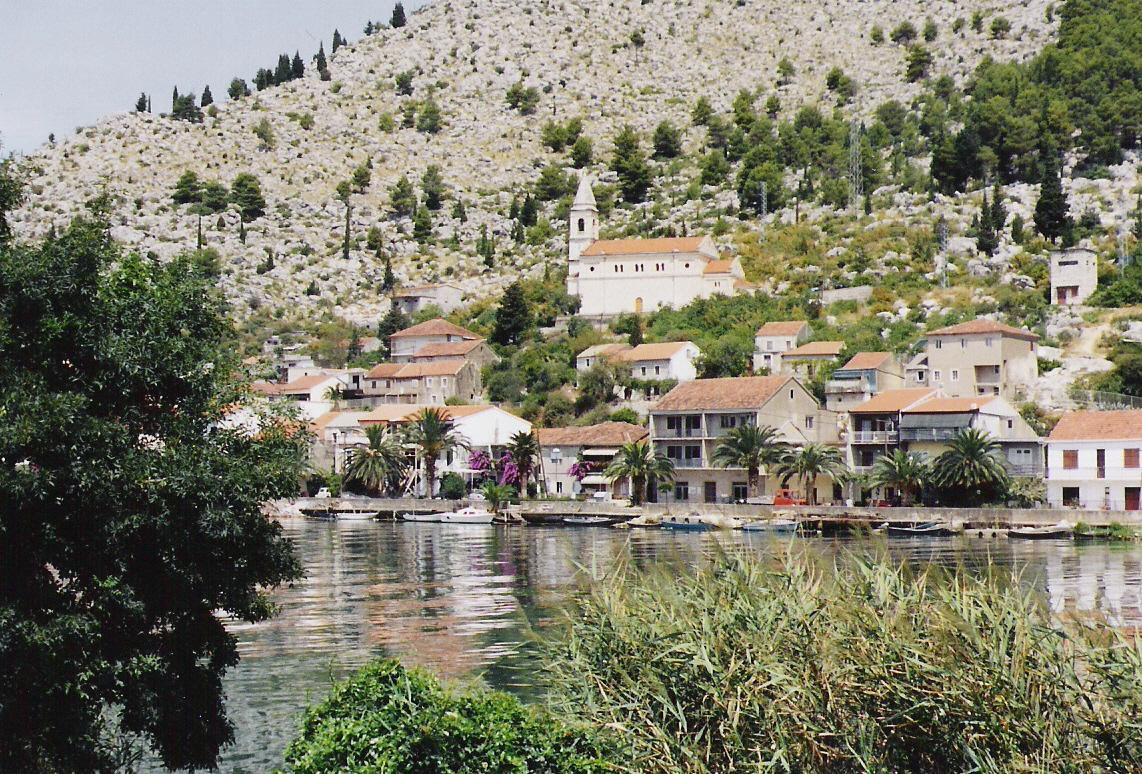
Komin
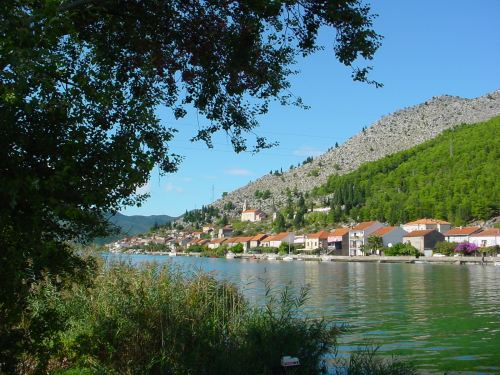
Řeka Neretva